# Carrie Ingalls
Caroline Celestia Swenzey, nata Ingalls, detta Carrie (Contea di Montgomery, 3 agosto 1870 – Keystone, 2 giugno 1946), fu la sorella minore della scrittrice Laura Ingalls Wilder, nonché un personaggio della serie di libri La piccola casa nella prateria.

## Biografia
Carrie Ingalls nacque nel 1870 da Charles e Caroline Ingalls. Aveva tre sorelle, Mary, Laura e Grace, e un fratello minore, Charles Frederick Jr, detto Freddy, morto prematuramente nel 1876. La sorella Laura, nel capitolo 12 del suo libro Little Town on the Prairie, la descrive come una bambina magra e fragile, che risentì pesantemente del gelido inverno del 1880-81. Era inoltre malata di diabete, come la sorella Grace e la stessa Laura. Negli anni in cui visse a De Smet lavorò per il giornale locale, il De Smet News.
Il 1º agosto del 1912 sposò David N. Swanzey (1854–1938), vedovo e già padre di due figli: Mary (1904-1969) e Harold Swanzey (1908–1936). In età adulta, incoraggiò la sorella Laura a scrivere e pubblicare le sue memorie, e si occupò della sorella Mary, cieca e senza più i genitori. Carrie morì nel 1946 per complicazioni legate al diabete, la stessa malattia che aveva già ucciso la sorella Grace cinque anni prima.

## Nella cultura di massa
Carrie fu interpretata dalle attrici gemelle Lindsay e Sidney Greenbush nella popolare serie televisiva La casa nella prateria, tratta dai libri della sorella Laura.